# Łunochod 2
Łunochod 2 (ros. Луноход - chodzący po Księżycu) – drugi pojazd z serii Łunochod; bezzałogowy, sterowany z Ziemi radziecki łazik przeznaczony do badań Księżyca.
Dostarczony na Księżyc sondą kosmiczną Łuna 21. Lądownik wraz z łazikiem wylądował 15 stycznia 1973 o 22:25 UTC na dnie krateru Le Monnier (pozycja 25°51'N, 30°27'E). Niecałe 3 godziny później, o 01:14 UTC, Łunochod 2 zjechał po rampie lądownika na powierzchnię Księżyca.
Pojazd działał dużo krócej niż Łunochod 1, jednakże zdołał przesłać 86 obrazów panoramicznych i aż 80 000 zdjęć, przemierzając w tym samym czasie pokaźną odległość - 37 km (trzy razy większą niż jego poprzednik). Zakończenie misji ogłoszono oficjalnie 4 czerwca 1973.
Kopia Łunochodu 2 znajduje się w Muzeum Kosmicznym w Arteku.

## Budowa pojazdu

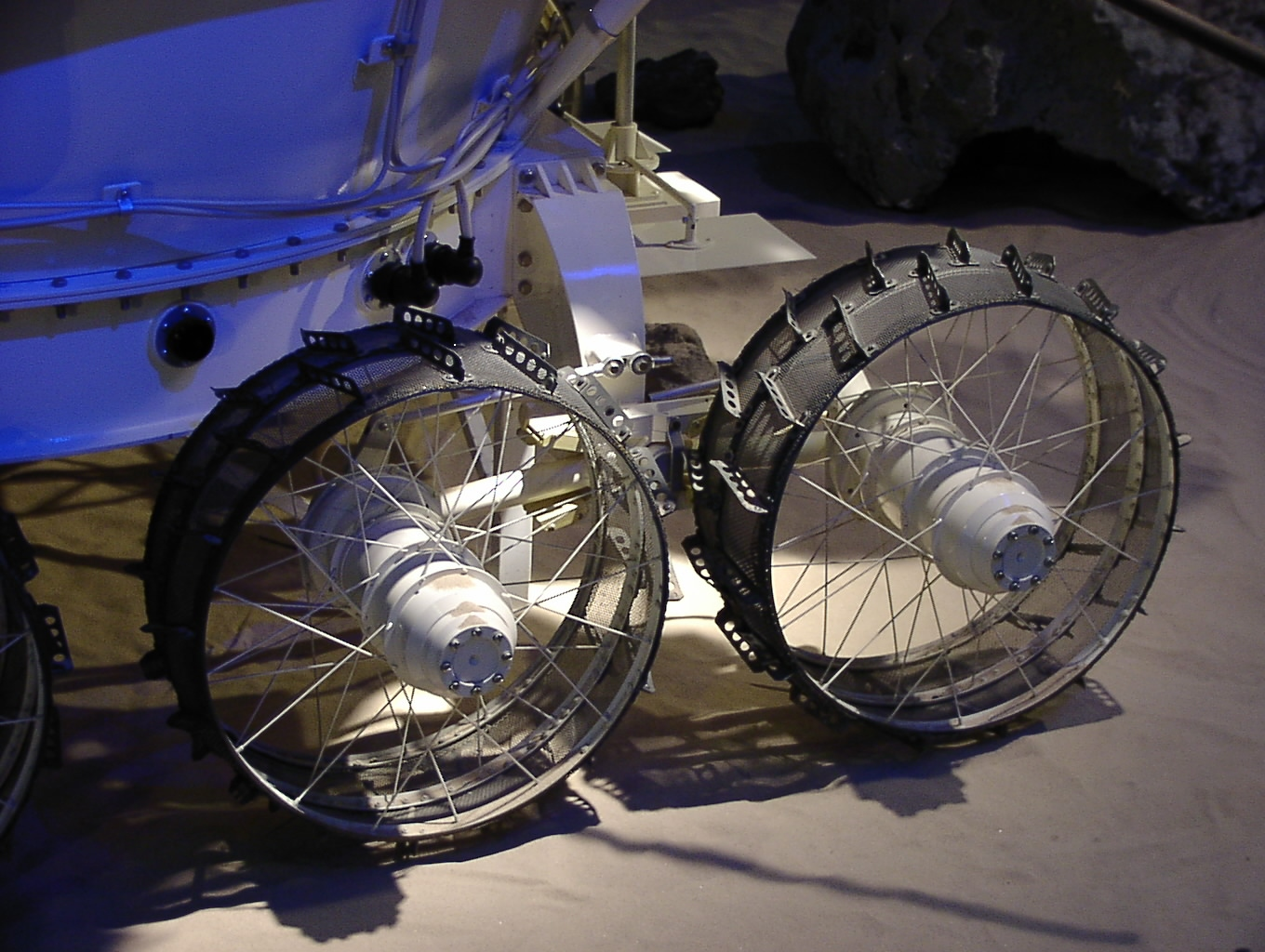
Koła łazika

Każde z ośmiu kół pojazdu było niezależnie napędzane, posiadało własne zawieszenie oraz układ hamulcowy. W przypadku awarii któregoś z kół, można je było odstrzelić, po czym pojazd mógł kontynuować swą wędrówkę. Ulepszony względem poprzednika mechanizm jezdny pozwalał pojazdowi poruszać się z prędkością 3 km/h oraz 5 km/h.
Łunochod 2 miał wysokość 135 cm, długość 170 cm i szerokość 160 cm. Ważył 840 kg.
Aparatura naukowa pojazdu mieściła się w komorze przypominającej kształtem odwrócony o 180°, ścięty stożek. Wewnątrz znajdował się komputer pokładowy oraz sterowniki zewnętrznych urządzeń pomiarowych, w tym koparki, wiertaka, anten kierunkowych, dwóch spektrometrów, detektora promieni X, astrofotometru (do pomiarów światła widzialnego i nadfioletu), magnetometru, radiometru, lustra odbijającego promienie lasera i kamer: 3 wąskokątnych umieszczonych z przodu pojazdu i 1 szerokokątnej umieszczonej z boku. Dwie przednie kamery i kamera boczna służyły do uzyskiwania zdjęć panoramicznych, czwarta kamera służyła wyłącznie do nawigacji. Kamery panoramiczne umożliwiały uzyskiwanie zdjęć stereoskopowych. Na czas działalności pojazdu w czasie dnia księżycowego otwierano pokrywę komory. Na wewnętrznej ścianie pokrywy znajdowały się panele baterii słonecznych, które dostarczały zasilanie pojazdowi. Pojazd był obsługiwany w czasie rzeczywistym przez pięcioosobową ekipę naziemną. Bezpośrednie rozkazy z Ziemi robot otrzymywał poprzez antenę w kształcie stożka.